# إدوارد إتش كيندال
إدوارد إتش كيندال (بالإنجليزية: Edward H. Kendall) هو مهندس معماري أمريكي، ولد في 30 يوليو 1842، وتوفي في 10 مارس 1901.